# Бульгаро
Бульгаро — итальянский юрист XII века, родившийся в Болонье. Его именем названа Часовня Болонского университета.
Он самый известный из четырех известных докторов права Болонского университета, которого зовут Глоссатор.
Его школа права утвердилась в применении, толковании и обучении закону, и из-за его риторики он остался в памяти как «Золотой рот» или Златоуст по аналогии с Иоанном Златоустом. Он умер в 1166 году в очень преклонном возрасте.
Его школа навязала доктрину Corpus iuris civilis против другой ведущей в Болонье в начале XII века доктрины Aequitas bursalis. Это своеобразное начало известной сегодня континентальной правовой системы.
В Диете Ронкалии Булгарус лидировал среди докторов и был одним из самых доверенных советников императора Фридриха I Барбароссы. Его самая известная работа — замечательный комментарий «De Regulis Juris». 
Неизвестно, как он связан с болгарами и историей Болгарии, или, по крайней мере, никаких специальных исследований по этому поводу не проводилось, но его имя буквально означает «болгарский». 